# Aaron Naber
Aaron C. Naber (16 de novembro de 1982) é um matemático estadunidense.
Aaron Naber estudou matemática na Universidade Estadual da Pensilvânia, obtendo o bacharelado em 2005, com um doutorado em 2009 na Universidade de Princeton, orientado por Gang Tian, com a tese Ricci solitons and collapsed spaces. De 2009 a 2012 foi C.L.E. Moore instructor no Instituto de Tecnologia de Massachusetts, onde tornou-se em 2012 professor assistente. Em 2013 foi professor associado e em 2015 Kenneth F. Burgess Professor de matemática na Northwestern University.
Foi palestrante convidado do Congresso Internacional de Matemáticos em Seul (2014: The structure and meaning of Ricci curvature). Recebeu o New Horizon in Mathematics Prize de 2018.

## Publicações selecionadas
- com Gang Tian: Geometric structure of collapsing Riemannian Manifolds, Teil 1, Arxiv 2008, Teil 2, Arxiv 2009 (N*-bundles and Almost Ricci Flat Spaces)
- com Jeff Cheeger: Lower Bounds on Ricci Curvature and Quantitative Behavior of Singular Sets, Inventiones Math., Volume 191, 2013, p. 321–339. Arxiv 2011
- Characterizations of Bounded Ricci Curvature on Smooth and NonSmooth Spaces, Arxiv 2013.
- com Jeff Cheeger: Einstein Manifolds and the Codimension Four Conjecture, Annals of Mathematics, Volume 182, 2014, p. 1093–1165, Arxiv
- com Tobias Colding: Sharp Hölder continuity of tangent cones for spaces with a lower Ricci curvature bound and applications, Annals of Mathematics, Volume 176, 2012, p. 1173–1229. Arxiv 2011
- com Daniele Valtorta: Rectifiable-Reifenberg and the regularity of stationary and minimizing harmonic maps, Annals of Mathematics, Volume 185, 2017, p. 131--227.
- com Robert Haslhofer: Ricci Curvature and Bochner Formulas for Martingales, Arxiv 2016
- com Wenshuai Jiang: L2 Curvature Bounds on Manifolds with Bounded Ricci Curvature, Arxiv 2016
- com Daniele Valtorta: Energy identity for stationary Yang-Mills, Arxiv 2016